# Castro Airport
Castro Airport är en flygplats i Brasilien.   Den ligger i kommunen Castro och delstaten Paraná, i den södra delen av landet, 1 000 km söder om huvudstaden Brasília. Castro Airport ligger 1 000 meter över havet.
Terrängen runt Castro Airport är platt. Närmaste större samhälle är Castro, 5,6 km väster om Castro Airport.
Trakten runt Castro Airport består till största delen av jordbruksmark. Runt Castro Airport är det ganska glesbefolkat, med 42 invånare per kvadratkilometer.